# LIVE AT WEMBLEY (アルバム)
『LIVE AT WEMBLEY』（ライブ・アット・ウェンブリー）は、BABYMETALの2作目のライブ・アルバム。2016年12月28日に発売された。

## 概要
2016年にイギリスのSSEアリーナ・ウェンブリーで開催されたワンマンライブの音源から厳選された13曲を収録しており、『LIVE AT BUDOKAN 〜RED NIGHT〜』以来約2年ぶりのライブアルバムとなっている。また、海外盤も存在し2016年12月9日にはEU盤が先行発売されている。

## チャート成績

### JP盤
オリコンチャートでは、2017年01月09日付週間ランキングで11724枚を売り上げ5位となった。また、Billboard Japanのチャートでは、同日付のBillboard Japan Top Albums Salesで9913枚の売り上げを記録し5位にランクインした。

## 収録トラック

### CD・配信（JP/EU盤）
※タイトルの()内はEU盤表記
| #         | タイトル                                             | 作詞  | 作曲・編曲 | 時間  |
| --------- | ---------------------------------------------------- | ----- | ---------- | ----- |
| 1.        | 「BABYMETAL DEATH」(BABYMETAL DEATH)                 |       |            | 6:46  |
| 2.        | 「あわだまフィーバー」(Awadama Fever)                |       |            | 4:19  |
| 3.        | 「ヤバッ!」(YAVA!)                                   |       |            | 3:54  |
| 4.        | 「GJ!」(GJ!)                                         |       |            | 3:01  |
| 5.        | 「ド・キ・ド・キ☆モーニング」(Doki Doki ☆ Morning)   |       |            | 3:54  |
| 6.        | 「META!メタ太郎」(Meta Taro)                         |       |            | 4:18  |
| 7.        | 「Amore -蒼星-」(Amore)                              |       |            | 5:32  |
| 8.        | 「メギツネ」(Megitsune)                              |       |            | 5:43  |
| 9.        | 「KARATE」(KARATE)                                   |       |            | 4:21  |
| 10.       | 「イジメ、ダメ、ゼッタイ」(Ijime, Dame, Zettai)      |       |            | 7:03  |
| 11.       | 「ギミチョコ!!」(Gimme Chocolate!!)                  |       |            | 5:14  |
| 12.       | 「THE ONE -English ver.-」(THE ONE - English ver. -) |       |            | 10:21 |
| 13.       | 「Road of Resistance」(Road of Resistance)           |       |            | 12:52 |
| 合計時間: | 合計時間:                                            | 77:24 |            |       |

※「いいね!」、「紅月-アカツキ-」、「Catch me if you can」、「4の歌」は未収録。

## 参加ミュージシャン
神バンド（バックバンド）
- メンバー
  - 大村孝佳 - ギター
  - 藤岡幹大 - ギター
  - BOH - ベース
  - 青山英樹 - ドラムス